# Antijesuitismo

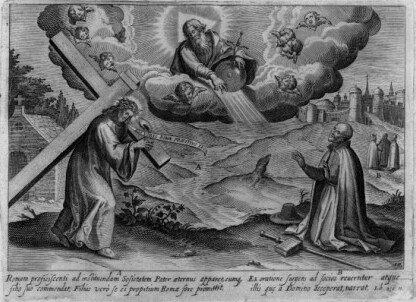
Grabado de Jean Leclerc de 1612 que muestra una escena de la vida de Ignacio de Loyola, fundador de los jesuitas.

El antijesuitismo es la crítica radical o la oposición frontal a la existencia misma de la Compañía de Jesús fundada por Ignacio de Loyola en la primera mitad del siglo XVI, posiciones defendidas tanto dentro de la Iglesia católica como en los ámbitos protestantes o laicos. Uno de los momentos en los que más arreció el antijesuitismo fue a mediados del siglo XVIII cuando la orden fue expulsada de las principales monarquías católicas y finalmente fue suprimida por el papa Clemente XIV en 1773. Restaurada en 1814, a lo largo de los dos siglos siguientes volvió a ser objeto de fuertes críticas y de nuevo fue expulsada de determinados estados, en algunos de ellos más de una vez -como ocurrió en España: 1835 y 1932-. El antijesuitismo está considerado como una de las raíces y una de las formas del anticlericalismo.

## Las críticas a los jesuitas en los siglosXVIyXVII
La orden de los jesuitas desde su fundación por Ignacio de Loyola fue objeto de críticas en el seno de la propia Iglesia católica. Las primeras fueron dirigidas contra el propio Ignacio de Loyola, que tuvo que hacer frente a siete procesos incoados por la Inquisición —en los cuatro procesos que sufrió entre 1526 y 1527 fue acusado de alumbradismo—. Las razones que se adujeron fueron que defendía la oración mental o la comunión prácticamente diaria —por lo que fue considerado un loco—. Pero también contra la propia Compañía de Jesús que fue condenada en 1549 y 1554 por «perturbadora de la paz de la Iglesia» —en 1542 el padre Doménech había sido expulsado de París y en 1548 el padre Bobadilla de Roma—.

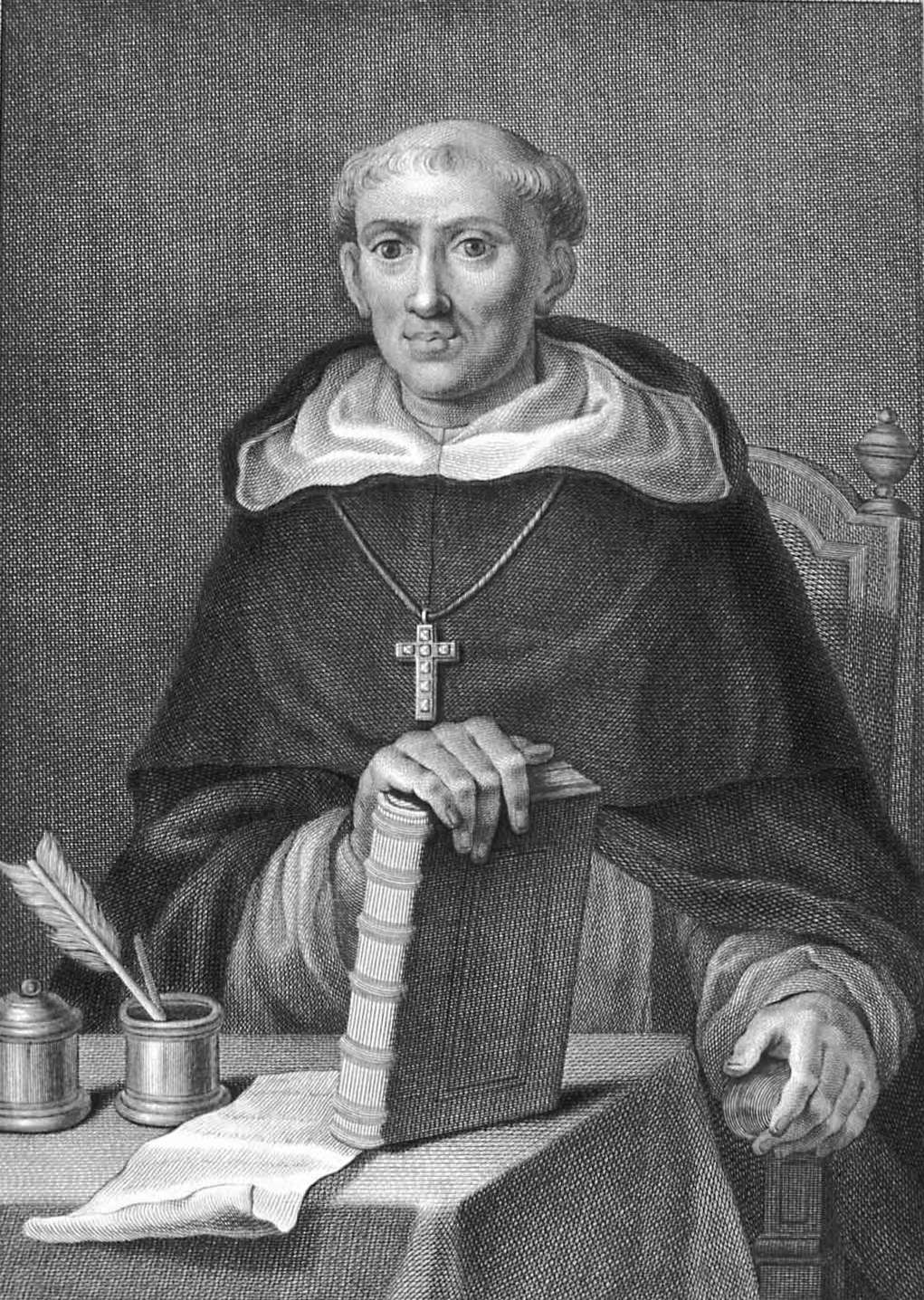
El dominico Melchor Cano fue uno de los más duros críticos de los jesuitas

La crítica más "furibunda" a los jesuitas fue la del dominico Melchor Cano -lo que iniciaría una larga rivalidad entre las dos órdenes—. El detonante de la misma fue la prohibición de los jesuitas, o de quienes hubieran seguido los Ejercicios espirituales que éstos propugnaban, decretada por el arzobispo de Toledo en 1551 basándose en el hecho de que entre los miembros de la orden había descendientes de conversos por lo que no tenían el estatuto de limpieza de sangre que se exigía a todos los sacerdotes y religiosos de su diócesis —la más importante y rica de la Corona de Castilla—. La crítica de Cano se basaba en tres argumentos: el primero era la comunión diaria, lo que consideraba algo propio de un perturbado; el segundo era el nombre de "Compañía de Jesús" dado a la orden —lo que menoscababa al resto de congregaciones religiosas, como si éstas no fueran verdaderamente cristianas— y su propia organización que Cano calificaba de "luterana" —carecían de reglas monacales, no se levantaban a maitines, no eran frugales en sus comidas, despreciaban las penitencias, y, sobre todo, no llevaban hábito lo que les confundía con los seglares, como si no formaran parte del clero—; el tercero, era su concepto de la fe, que Cano asimilaba a la de los alumbrados.
Según el historiador Antonio Domínguez Ortiz la animadversión hacia los jesuitas dentro de la Iglesia se debían a las novedades que intentaban introducir en el catolicismo: "no tenían largas horas de rezo, no imponían pesadas mortificaciones, tenían buen cuidado de que no los confundieran con los frailes. Propagaban una religiosidad de nuevo estilo, acomodada a la sociedad renacentista y barroca, mientras que las órdenes tradicionales seguían apegadas al legado medieval. No podían evitar cierto aire de superioridad, de modernidad, y esto chocaba, despertaba recelos. La Inquisición y el propio Felipe II mostraban desconfianza al principio".

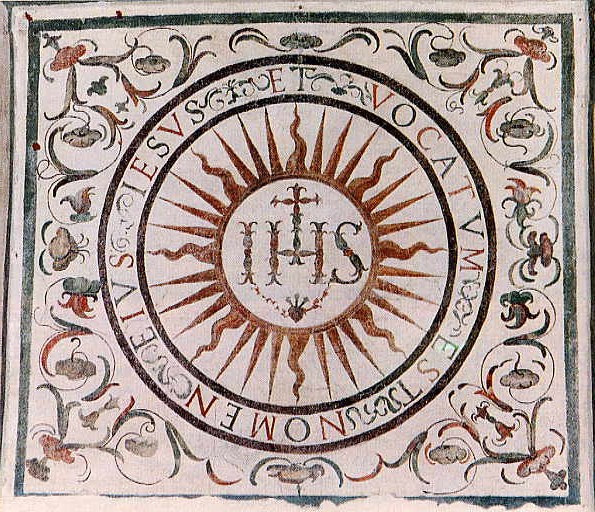
Una de las primeras versiones del sello de la Compañía de Jesús (Iglesia del Gesù, Roma). El trigrama "IHS", comprendido por las tres primeras letras griegas de "IHΣOYΣ" (Jesús).

Pero las críticas también fueron hechas desde dentro de la propia Compañía de Jesús o por parte de algún antiguo miembro expulsado de la misma, como Antonio Beruete que en 1588 criticó la obediencia ciega que debían los miembros de la orden al superior de la Compañía y que según él anulaba su conciencia, por lo que nada impediría, que si una persona influida por el diablo alcanzara el más alto rango dentro de la misma, ésta se convirtiera en un ejército del mal dirigido por Satanás para destruir la Iglesia desde dentro. Beruete también acusaba a los jesuitas de centrar su atención en la nobleza, dejando de lado a los pobres y a los necesitados. Por su parte, el jesuita Juan de Mariana escribió en 1602 un Tratado del gobierno de la Compañía de Jesús, en el que recogía muchas de estas críticas, pero ordenó que solo fuera publicado después de su muerte; sin embargo, sus papeles fueron secuestrados y quemados, y el texto no vería la luz hasta 1768, justo un año después de la expulsión de los jesuitas de España de 1767, volviéndose a reeditar en 1931, tras la proclamación de la Segunda República Española.

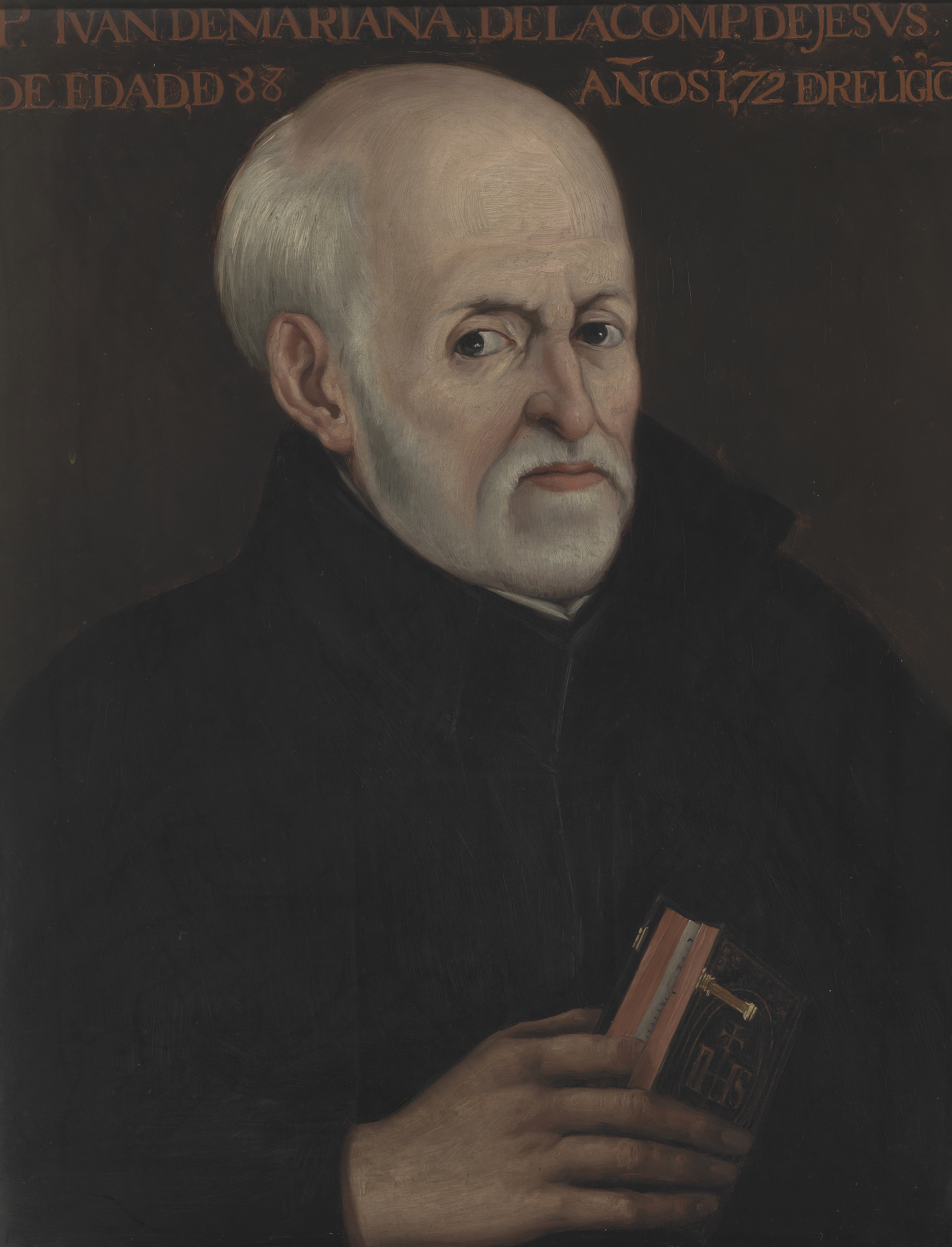
Retrato del jesuita español Juan de Mariana, autor de Tratado del gobierno de la Compañía de Jesús (1602), obra en la que argumentaba una serie de críticas contra la estructura, jerarquía y actuaciones de su orden.

Por su parte los protestantes desplegaron una campaña antijesuítica, sobre todo cuando la bula papal de Julio III de 1550 matizó la finalidad inicial de la orden al pasar de la genérica lucha por la propagación de la fe, a la defensa militante de la misma. Uno de los más destacados protagonistas de la campaña fue el luterano Johannes Wigang, que publicó un anticatecismo que se hacía eco de la consideración de los jesuitas como Jeswider, como encarnación del Anticristo. Cuando murió Ignacio de Loyola en 1556 Lucas Oleander afirmó que el fallecido había bajado a los infiernos.
Las críticas y los recelos en el mundo católico también se debieron al éxito inmediato que cosecharon los jesuitas, especialmente en el ámbito educativo de lo que hoy llamaríamos "enseñanza secundaria". "Sus colegios albergaban a los hijos de la nobleza, de la burguesía rica y también a otros menos favorecidos por la fortuna. En realidad no excluían a nadie. Su enseñanza, lo mismo en el aspecto pedagógico que en el humanístico, era superior al habitual. Y además, gratuita. Sus colegios tenían rentas propias y subvenciones otorgadas por los municipios de las poblaciones donde prestaban sus servicios".
Por último, los jesuitas se dotaron de una escuela filosófico-teológica propia, basada en lo esencial en Santo Tomás de Aquino, lo que "produjo encarnizadas polémicas" teológicas con otras órdenes religiosas, especialmente con los dominicos y los agustinos. Los dos principales temas objeto de controversia, fueron la cuestión de la gracia y la predestinación —los jesuitas defendían un mayor equilibrio entre la acción de la gracia de Dios, preponderante para agustinos y dominicos, y la libre determinación de la voluntad humana— y los criterios aplicables a la moralidad de los actos humanos —en el que los jesuitas defendían el probabilismo, que sus oponentes calificaban de laxismo—.
La disputa entre las órdenes religiosas y la nueva Compañía de Jesús nos ha dejado testimonios del "odio interno dentro del clero, con repercusiones incalculables", según Caro Baroja. Este mismo autor cita la colección de cartas que recibió el jesuita Rafael Pereyra entre 1634 y 1648 -que fueron publicadas dos siglos más tarde- en las que sus corresponsales, también jesuitas, relataban las faltas, vicios e incluso crímenes cometidos por miembros del clero regular. "Los jesuitas llamaban «frailes» a las personas sucias, indecorosas e ignorantes".
Los monarcas católicos también desconfiaban de la Compañía de Jesús a causa del cuarto voto de la orden, que ordenaba la obediencia absoluta al papa, y de la doctrina del tiranicidio o regicidio que se atribuía a toda la orden aunque solo la había defendido Juan de Mariana en su tratado De Rege, que fue quemado en público. A pesar de ello los jesuitas obtuvieron la confianza de muchos soberanos católicos que tomaron como confesores a algún miembro de la orden. En la Monarquía Hispánica a lo largo del siglo XVII la influencia y el prestigio social de los jesuitas fue aumentando, gracias, entre otras cosas, a los vínculos que establecieron con la poderosa Inquisición española y con los colegiales, no menos poderosos, pues sus miembros copaban los altos cargos de la corte de los Austrias. Sin embargo, el cargo clave de confesor del rey siguió en manos de los dominicos, aunque en el reinado de Carlos II el jesuita alemán Juan Everardo Nithard, confesor de la reina Mariana de Austria, alcanzó una gran poder. La culminación de su ascensión "política" se produjo con la llegada de los borbones a la Monarquía de España ya que tanto Felipe V como Fernando VI tuvieron confesores jesuitas, el P.Daubenton y el P.Rávago, respectivamente —aunque ninguno de los dos fue un modelo de conducta—.

## El antijesuitismo en elsigloXVIII

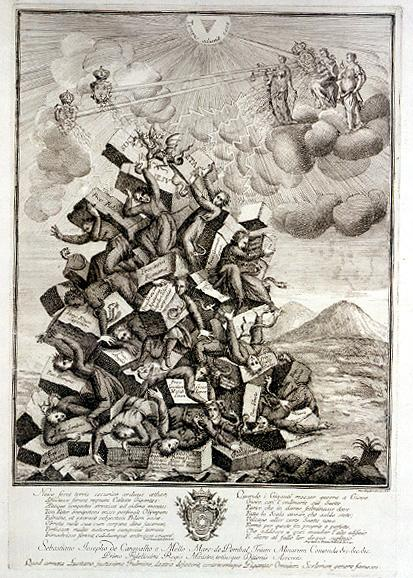
Expulsión de los jesuitas de Portugal en 1759 por el ministro Marqués de Pombal (grabado de la época)

La difusión del jansenismo —doctrina y movimiento de una fuerte carga antijesuítica— y de la Ilustración a lo largo del siglo XVIII dejó desfasados ciertos aspectos del ideario jesuítico, especialmente, según Antonio Domínguez Ortiz, "sus métodos educativos, y en general, su concepto de la autoridad y del Estado. Una monarquía cada vez más laicizada y más absoluta empezó a considerar a los jesuitas no como colaboradores útiles, sino como competidores molestos". Además continuaron los conflictos con las órdenes religiosas tradicionales, como la inclusión en el Índice de Libros Prohibidos de la Historia Pelagiana del cardenal agustino Noris, gracias a la influencia que tenía la Compañía en la Inquisición, o como el rechazo que produjo la publicación de la obra Fray Gerundio de Campazas del Padre Isla, en la que el jesuita satirizaba a los frailes, y que se convertiría en una de las fuentes más utilizadas por los escritores anticlericales españoles de las décadas y siglos siguientes.
La llegada al trono del nuevo rey Carlos III en 1759 supuso un duro golpe para el poder y la influencia de la Compañía, pues el nuevo monarca, a diferencia de sus dos antecesores, no era nada favorable a los jesuitas, influido por su madre la reina Isabel de Farnesio, que "siempre les tuvo prevención", y por el ambiente antijesuítico que predominaba en la corte Nápoles de donde provenía. Así que Carlos III rompiendo la tradición de los Borbones nombró como confesor real al fraile descalzo Padre Eleta.

## El antijesuitismo de los siglosXIXyXX
En 1811 el liberal anticlerical Bartolomé José Gallardo en su famoso Diccionario crítico-burlesco recogió las críticas hechas a los jesuitas en los tres siglos anteriores:

Los teólogos de la Compañía han sido los principales corruptores de la doctrina cristiana. Apenas hay absurdo moral de que no haya sido autor o maestro algún jesuita; ni acción criminosa que no haya encontrado en ellos agentes, incitadores, disculpa o absolución: la calumnia, el perjurio, el robo, la simonía, la compensación oculta, las reservas mentales, el fornicio, la sodomía, el asesinato... cúmulo horrible de errores, torpezas y atrocidades que propenden a confundir la razón, a hacer dudosa la fe, y romper los vínculos de la sociedad civil

El republicano moderado Emilio Castelar atribuyó las posiciones reaccionarias de la Iglesia (Syllabus, encíclica Quanta Cura, Concilio Vaticano I) a la «fuerza negra» de los jesuitas. Una posición similar podía leerse en una hoja de propaganda distribuida en Santiago de Compostela durante la Revolución de 1868 y que hablaba del «Poder Negro»:

Ha caído un tirano que se llama Isabel de Borbón, pero ese tirano no era más que otro que aún queda en pie, y como la culebra venenosa empieza a enroscarse en la naciente Revolución... Este reptil astuto y repugnante es el Poder Negro que tienen en Roma su caverna y que se le conoce con los nombres de jesuitismo, clericalismo y neocatolicismo.

El escritor Leopoldo Alas Clarín, autor de La Regenta, afirmó en 1878 que el espíritu de los jesuitas era «antes papista que católico» y que la Compañía «predica el absurdo, destruye la propiedad más sagrada, la del espíritu: pero no importa... persigamos a los socialistas y ensalcemos y protejamos el jesuitismo».
A principios del siglo XX destacó el sacerdote Segismundo Pey Ordeix que escribió numerosas obras contra los jesuitas, entre las que El jesuitismo y sus abusos —publicada en 1901— tal vez sea la más representativa. En ella recoge una supuesta encíclica del siglo XVIII que recogería una profecía que anticipaba los futuros crímenes de la «secta» de los «ignacianos» —es decir, de los jesuitas, a los que equipara con los anarquistas por su poder disgregador de la verdadera fe—, y en el prólogo defiende que el ataque a los jesuitas lo hace para defender a la Iglesia católica:

Ha llegado la hora de acometer con resolución el examen crítico de ese misterio llamado Compañía de Jesús, a quien sus devotos veneran con culto idolátrico, y a quien sus enemigos y los mismos católicos tienen un miedo cerval impropio de estos tiempos